# Wallanders Åbacka
Wallanders Åbacka är ett naturreservat i Ronneby kommun i Blekinge län.
Reservatet är skyddat sedan 1999 och omfattar 29 hektar. Det är beläget väster om Ronneby tätort och består till stor del av ädellövskog.

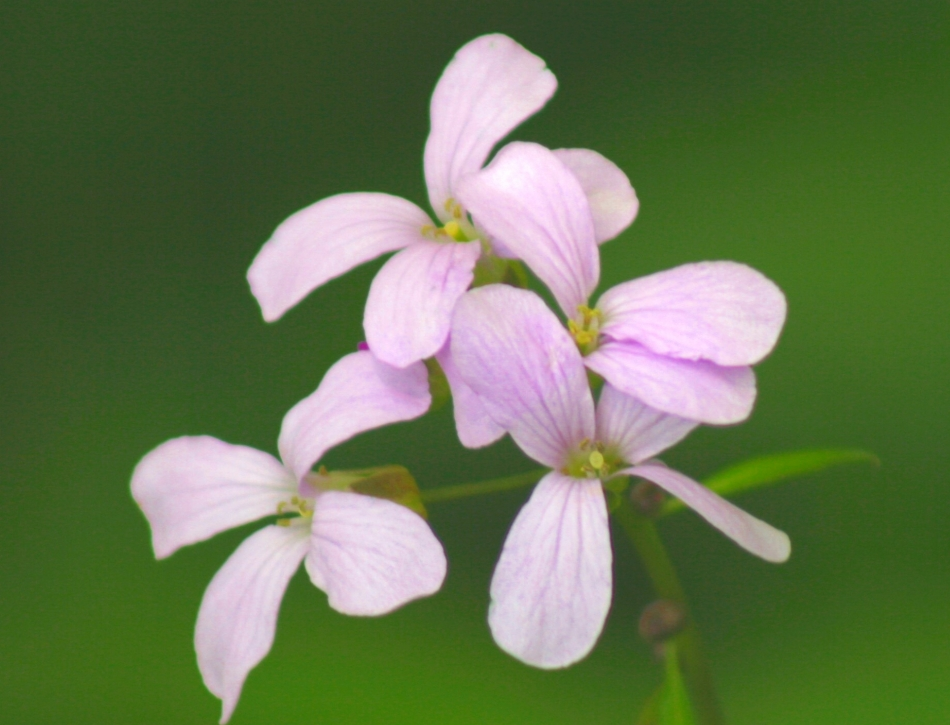
Tandrot

Bok dominerar som trädslag men det finns inslag av ek, avenbok, och i vissa delar gran, tall och asp. I fältskiktet kan man finna arter som lundslok, myskmadra, tandrot och blåsippa.
I väster gränsar reservatet till Vierydsån och i söder till Blekingeleden.
Naturreservatet ingår i EU:s ekologiska nätverk, Natura 2000.